# 람 (가수)
람(본명: 전우람, 1987년 9월 21일~)은 대한민국의 가수이자 디유닛멤버였다.

## 앨범
- 2012년 《Turn The Lights On》
- 2012년 《Luv Vision》
- 2012년 《Stereo》
- 2012년 《기념일》
- 2012년 《늦잠》
- 2012년 《Crush (Feat. Dok2》
- 2012년 《주말이 오기전에》

## 방송
- 2013년 《우람씨네 가족캠프》

## 가족 관계
- 아버지 : 전영록 (1954년 3월 26일 ~ )
- 어머니 : 이미영 (1961년 3월 16일 ~ )
- 언니 : 보람 (1986년 3월 22일 ~ )
- 이복동생 : 전유빈, 전효빈
- 외삼촌 : 이창훈 (1955년 2월 19일 ~ )
- 삼촌 : 전진영 (1964년 1월 25일 ~ )